# برستون ريد
برستون ريد (بالإنجليزية: Preston Reed)‏ هو عازف قيثارة أمريكي، ولد في 13 أبريل 1955 في أرمونك، نيويورك في الولايات المتحدة.

## وصلات خارجية
- برستون ريد على موقع ميوزك برينز (الإنجليزية)
- برستون ريد على موقع ديسكوغز (الإنجليزية)